# Pontodoridae
Pontodoridae é uma família de Polychaeta pertencente à ordem Phyllodocida.
Géneros:
- Epitoka Treadwell, 1943
- Pontodora Greeff, 1879